# Nordkoreanische Pokalsaison
Der Nordkoreanische Pokal findet sechsmal im Jahr zu unterschiedlichen Anlässen statt.

## Pokalsystem
Über das nordkoreanische Pokalsystem ist nicht sehr viel bekannt, jedoch ist bekannt, dass der nationale Pokal mehrmals im Jahr zu unterschiedlichen Anlässen ausgespielt wird. Seit 2010 treffen sich die Clubs der DPR Korea Liga etwa sechsmal im Jahr für 3–4 Wochen, um in einem Turnier (bei dem jeder gegen jeden antritt) den Pokalsieger zu ermitteln. Der Pokalsaisongesamtsieger ergibt sich aus den zusammenaddierten gewonnenen Turnieren.

## (Bekannte) Turniere
- Mangyongdae-Preis-Turnier (Anfang Mai)
- Mankyongdae-Cup (März–April)
- Neujahres-Turnier (Anfang Januar)
- Pochonbo-Torch-Prize (5. Mai bis 4. Juni)[2]

## Pokalsieger (seit 2010)
- 2010 – 25. April Sports Club
- 2011 – 25. April Sports Club
- 2012 – Sportgruppe Pyongyang
- 2013 – Sportgruppe Amorkgang[3]